# Villeneuve-en-Perseigne
Pour les articles homonymes, voir Villeneuve.
Villeneuve-en-Perseigne est une nouvelle commune française située dans le département de la Sarthe en région Pays de la Loire, peuplée de 2 189 habitants. Elle est créée le 1er janvier 2015 par la fusion de six communes, sous le régime juridique des communes nouvelles. Les communes de Chassé, La Fresnaye-sur-Chédouet, Lignières-la-Carelle, Montigny, Roullée et Saint-Rigomer-des-Bois deviennent des communes déléguées.
La commune fait partie de la province historique du Maine.

## Géographie
Villeneuve-en-Perseigne est limitée au nord par la Sarthe qui la sépare du département de l'Orne. C'est un secteur de prairies. Les nombreuses zones humides donnent naissance à un écosystème intéressant qui justifie un classement Natura 2000. Au sud, le massif de la forêt de Perseigne avec ses 340 m d'altitude forme une barrière naturelle. Dès les premiers coteaux, c'est la forêt qui s'installe.
La commune fait par ailleurs partie du parc naturel régional Normandie-Maine, et se situe en bordure ouest du parc naturel régional du Perche.
Avec 86,70 km2, Villeneuve-en-Perseigne est la plus grande commune de la Sarthe, devant La Flèche.
| Hauterive (Orne), Semallé (Orne), Chenay | Le Ménil-Broût (Orne), Les Ventes-de-Bourse (Orne) | Saint-Léger-sur-Sarthe (Orne), Barville (Orne) |
| Saint-Paterne - Le Chevain               | Villeneuve-en-Perseigne                            | Blèves, Les Aulneaux                           |
| Champfleur, Ancinnes                     | Neufchâtel-en-Saosnois                             | Louzes, Villaines-la-Carelle                   |

### Climat
Pour des articles plus généraux, voir Climat des Pays de la Loire et Climat de la Sarthe.
En 2010, le climat de la commune est de type climat océanique dégradé des plaines du Centre et du Nord, selon une étude du CNRS s'appuyant sur une série de données couvrant la période 1971-2000. En 2020, Météo-France publie une typologie des climats de la France métropolitaine dans laquelle la commune est exposée à un climat océanique altéré et est dans la région climatique Normandie (Cotentin, Orne), caractérisée par une pluviométrie relativement élevée (850 mm/a) et un été frais (15,5 °C) et venté.
Pour la période 1971-2000, la température annuelle moyenne est de 10,3 °C, avec une amplitude thermique annuelle de 13,9 °C. Le cumul annuel moyen de précipitations est de 761 mm, avec 12,2 jours de précipitations en janvier et 7,5 jours en juillet. Pour la période 1991-2020, la température moyenne annuelle observée sur la station météorologique installée sur la commune est de 10,8 °C et le cumul annuel moyen de précipitations est de 770,2 mm,. Pour l'avenir, les paramètres climatiques de la commune estimés pour 2050 selon différents scénarios d'émission de gaz à effet de serre sont consultables sur un site dédié publié par Météo-France en novembre 2022.
| Mois                                  | jan.             | fév.           | mars           | avril         | mai             | juin          | jui.        | août           | sep.          | oct.          | nov.             | déc.           | année      |
| ------------------------------------- | ---------------- | -------------- | -------------- | ------------- | --------------- | ------------- | ----------- | -------------- | ------------- | ------------- | ---------------- | -------------- | ---------- |
| Température minimale moyenne (°C)     | 1,6              | 1,1            | 2,5            | 4             | 7,4             | 10,4          | 11,9        | 11,7           | 8,7           | 7             | 3,9              | 1,8            | 6          |
| Température moyenne (°C)              | 4,5              | 4,8            | 7,2            | 9,6           | 13              | 16,3          | 18,2        | 18             | 14,8          | 11,5          | 7,4              | 4,8            | 10,8       |
| Température maximale moyenne (°C)     | 7,4              | 8,5            | 11,9           | 15,2          | 18,6            | 22,2          | 24,5        | 24,4           | 20,9          | 15,9          | 11               | 7,8            | 15,7       |
| Record de froid (°C) date du record   | −22,1 08.01.1985 | −17,5 11.02.12 | −12,5 04.03.05 | −6,5 11.04.03 | −3,4 05.05.1979 | 0 04.06.01    | 3 31.07.15  | 1,4 29.08.1989 | −1,5 24.09.03 | −8 30.10.1997 | −10,3 26.11.1989 | −14 29.12.1996 | −22,1 1985 |
| Record de chaleur (°C) date du record | 18,1 27.01.03    | 21,5 27.02.19  | 24,4 30.03.21  | 28 21.04.18   | 31,2 27.05.05   | 37,7 18.06.22 | 39 25.07.19 | 38,5 10.08.03  | 34,4 09.09.23 | 28,5 01.10.11 | 21,5 01.11.15    | 17 07.12.00    | 39 2019    |
| Précipitations (mm)                   | 75,5             | 59,2           | 56,9           | 53,6          | 65,2            | 57,3          | 52,3        | 52,7           | 55,5          | 75,1          | 78               | 88,9           | 770,2      |

## Urbanisme

### Typologie
Au 1er janvier 2024, Villeneuve-en-Perseigne est catégorisée commune rurale à habitat dispersé, selon la nouvelle grille communale de densité à sept niveaux définie par l'Insee en 2022.
Elle est située hors unité urbaine. Par ailleurs la commune fait partie de l'aire d'attraction d'Alençon, dont elle est une commune de la couronne,. Cette aire, qui regroupe 89 communes, est catégorisée dans les aires de 50 000 à moins de 200 000 habitants,.

### Occupation des sols
L'occupation des sols de la commune, telle qu'elle ressort de la base de données européenne d’occupation biophysique des sols Corine Land Cover (CLC), est marquée par l'importance des territoires agricoles (72,9 % en 2018), en diminution par rapport à 1990 (74,3 %). La répartition détaillée en 2018 est la suivante : 
prairies (48,8 %), forêts (25,9 %), terres arables (15 %), zones agricoles hétérogènes (9,2 %), zones urbanisées (0,6 %), eaux continentales (0,4 %), milieux à végétation arbustive et/ou herbacée (0,2 %). L'évolution de l’occupation des sols de la commune et de ses infrastructures peut être observée sur les différentes représentations cartographiques du territoire : la carte de Cassini (XVIIIe siècle), la carte d'état-major (1820-1866) et les cartes ou photos aériennes de l'IGN pour la période actuelle (1950 à aujourd'hui).

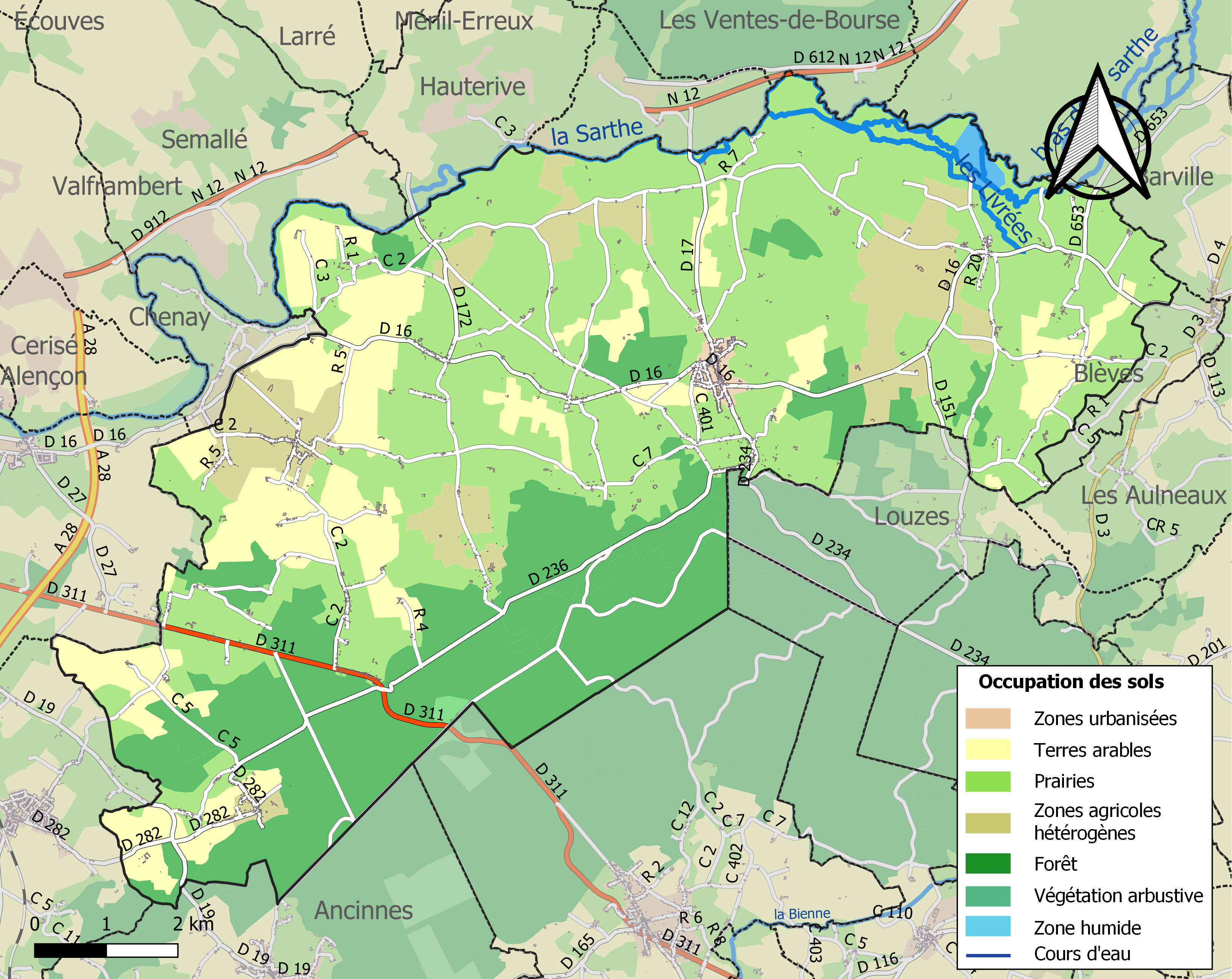
Carte des infrastructures et de l'occupation des sols de la commune en 2018 (CLC).

## Toponymie
Ce néo-toponyme a été choisi par ses habitants aux dépens de Neuville-en-Perseigne. La forêt de Perseigne occupe une grande partie de la commune nouvelle.
Le gentilé est Villeneuvois .

## Histoire

### La fusion de six communes sarthoises
Le schéma départemental de coopération intercommunal (SDCI), proposé par le préfet fin 2011, table sur la fusion de la communauté de communes du Massif de Perseigne et de la communauté de communes du Saosnois (25 communes, 13 500 habitants). Mais les élus du Massif de Perseigne s'y opposent, craignant que les nouvelles compétences devant être assumées entraînent une hausse d'impôts et une baisse de la qualité des services.
Lorgnant davantage sur une appartenance à la communauté urbaine d'Alençon, les élus de la communauté de communes lancent de vaines procédures contentieuses, puis imaginent, fin 2012, la constitution d'une commune nouvelle afin de conserver la gestion collective des compétences et une fiscalité légère.
La commune est créée le 1er janvier 2015 par la fusion de six communes, sous le régime juridique des communes nouvelles instauré par la loi no 2010-1563 du 16 décembre 2010 de réforme des collectivités territoriales.
Elle est composée de six anciennes communes ayant décidé de fusionner au sein de la nouvelle commune par délibération du conseil municipal de chaque commune suivante :
- Chassé (délibération du 9 septembre 2014) ;
- La Fresnaye-sur-Chédouet (délibération du 13 juin 2014) ;
- Lignières-la-Carelle (délibération du 20 juin 2014) ;
- Montigny (délibération du 15 septembre 2014) ;
- Roullée (délibération du 20 juin 2014) ;
- Saint-Rigomer-des-Bois (délibération du 13 juin 2014).

Les six communes deviennent des communes déléguées et La Fresnaye-sur-Chédouet est le chef-lieu de la commune nouvelle.
Le choix du nom a été voté par le conseil communautaire de la communauté de communes du Massif de Perseigne le 12 juin 2014, regroupant exactement les six anciennes communes créatrices de Villeneuve-en-Perseigne. Avec sept voix, ce nom est préféré à Neuville-en-Perseigne (cinq voix).

## Politique et administration

### Administration municipale
En attendant les élections municipales de 2020, le conseil municipal est composé des cinquante-quatre élus issus des anciennes communes : quinze pour La Fresnaye-sur-Chédouet, onze pour Saint-Rigomer-des-Bois et Lignières-la-Carelle, huit pour Roullée, six pour Chassé et trois pour Montigny.
| Période      | Période  | Identité      | Étiquette | Qualité                                                                            |
| ------------ | -------- | ------------- | --------- | ---------------------------------------------------------------------------------- |
| janvier 2015 | En cours | André Trottet | UMP-LR    | Conseiller en gestion Conseiller général de La Fresnaye-sur-Chédouet (2001 → 2015) |

### Communes déléguées
| Nom                              | Code Insee | Intercommunalité          | Superficie (km2) | Population (dernière pop. légale) | Densité (hab./km2) |
| -------------------------------- | ---------- | ------------------------- | ---------------- | --------------------------------- | ------------------ |
| La Fresnaye-sur-Chédouet (siège) | 72P02      | CC du Massif de Perseigne | 31,41            | 934 (2021)                        | 30                 |
| Chassé                           | 72069      | CC du Massif de Perseigne | 7,23             | 186 (2021)                        | 26                 |
| Lignières-la-Carelle             | 72162      | CC du Massif de Perseigne | 6,75             | 374 (2021)                        | 55                 |
| Montigny                         | 72207      |                           | 3,85             | 22 (2021)                         | 5,7                |
| Roullée                          | 72258      | CC du Massif de Perseigne | 19,93            | 246 (2021)                        | 12                 |
| Saint-Rigomer-des-Bois           | 72318      | CC du Massif de Perseigne | 17,53            | 441 (2021)                        | 25                 |

## Population et société

### Démographie
L'évolution du nombre d'habitants est connue à travers les recensements de la population effectués dans la commune depuis sa création.
En 2022, la commune comptait 2 189 habitants, en évolution de −1,4 % par rapport à 2016 (Sarthe : −0,25 %, France hors Mayotte : +2,11 %).
| 2013  | 2014  | 2015  | 2016  | 2017  | 2022  |
| ----- | ----- | ----- | ----- | ----- | ----- |
| 2 251 | 2 269 | 2 245 | 2 220 | 2 196 | 2 189 |

## Culture locale et patrimoine

### Lieux et monuments
- La forêt de Perseigne.
- Musée de la Belle échappée : l'histoire de la compétition cycliste depuis le XIXe siècle jusqu'à aujourd'hui.
- Château de Courtillole (fin XVIIe siècle).

## Pour approfondir